# Diócesis de Linares (México)
La diócesis de Linares (en latín: Dioecesis Linarina) es una circunscripción eclesiástica de la Iglesia católica en México. Se trata de una diócesis latina, sufragánea de la arquidiócesis de Monterrey. Desde el 27 de noviembre de 2021 su obispo es César Alfonso Ortega Díaz.

## Territorio y organización
La diócesis tiene 33 453 km² y extiende su jurisdicción sobre los fieles católicos de rito latino residentes en el estado de Nuevo León en los 15 municipios de: Los Aldamas, Doctor Coss, General Bravo, China, General Terán, Montemorelos, Linares, Hualahuises, Rayones, Galeana, Iturbide, Aramberri, Doctor Arroyo, General Zaragoza y Mier y Noriega.
La sede de la diócesis se encuentra en la ciudad de Linares, en donde se halla la Catedral de San Felipe Apóstol.
En 2021 en la diócesis existían 24 parroquias.

## Historia
Desde 1712, año de la fundación de la Villa de San Felipe de Linares, su parroquia dependió de la diócesis de Guadalajara, sus párrocos fueron siete y las visitas pastorales que recibió ocho, muchas en realidad dadas las enormes dificultades que entonces tenían los obispos para recorrer sus dilatadas diócesis, como la de Guadalajara que abarca el inmenso territorio comprendido desde el océano Pacífico al sur del actual estado de Jalisco, hasta los confines septentrionales de la provincia de Texas.
Fue el rey Felipe V de España quien, por el año 1739, y ante la perspectiva de la provincia que pensaba fundar en las tierras de Tamaulipas que estaban por ser conquistadas, de acuerdo con lo tratado en su Consejo de Indias, pensó hacer de esa provincia y de las limítrofes, un nuevo obispado. Pero los años transcurrieron, y no llegaba a verse realizado el propósito de Felipe V, que murió sin lograrlo. Su hijo Carlos III de España, queriendo llevarlo al cabo, pidió de nuevo informes al virrey de la Nueva España, y este comisionó al Lic. José Osorio de Llamas para que recorriendo la región del seno mexicano colonizada por Escandón, y asimismo las provincias limítrofes, rindiera oportunamente el informe pedido por el rey.
En la relación que con fecha 28 de febrero de 1769 presentó Osorio de Llamas al virrey exponía el estado de las colonias recién fundadas y el de las provincias adyacentes, el número de sus habitantes, las distancias enormes que separaban a esta tierras de sus respectivas sedes episcopales, que eran tres: México, Guadalajara y Michoacán, que hacían difícil el acceso a ellas de sus obispos. Proponía el Lic. Osorio de Llamas que el nuevo obispado se formase con las provincias del Nuevo Reino de León, actual Nuevo León, Texas, Coahuila, actual Coahuila de Zaragoza, Nuevo Santander, actual Tamaulipas, los pueblos de Jaumave, Palmillas, Real de los Infantes, actual Municipio de Bustamante (Tamaulipas) y Tula, pertenecientes al obispado de Michoacán, y con la Villa de Santa Bárbara, actual Ocampo (Tamaulipas), dependiente del arzobispo de México. Finalmente proponía que la sede del nuevo obispado se fijara en la Villa de S. Felipe de Linares, como el lugar más a propósito, por encontrarse en el centro del territorio asignado para la nueva diócesis.
El papa Pío VI, en su bula Relata semper del 15 de diciembre de 1777, decretó la erección del obispado de Linares como sufragáneo de la arquidiócesis de México, y dispuso todo lo concerniente a dicha erección. Para este fin la villa de Linares fue elevada al rango de ciudad por real cédula del rey Carlos III el 19 de mayo de 1777.
El rey Carlos III de España presentó como primer obispo, en virtud del real patronato, a fray Antonio de Jesús Sacedón, de la Orden de San Francisco y Guardián del convento de Pachuca lo cual fue aceptado por el papa nombrando este como comisario para que ejecutase la bula al mismo obispo de Linares, y a Vicente González de Santianes, teniente de capitán general del Nuevo Santander. Incumbencia del primero sería hacer la erección del obispado en Linares y de la catedral en la iglesia parroquial de la misma ciudad bajo la advocación de la Inmaculada Concepción, y pero el segundo, fue sustituido por el rey por el Dr. Eusebio Ventura Beleña. Sacedón escribió en México el decreto de la erección de la Catedral de Linares y sus estatutos, señalando las dignidades, canongías y prebendas que debía tener el año de 1779. El Dr. Beleña cumplió, asimismo, su cometido de delimitar y desmembrar las partes de la nueva diócesis de las anteriores.
Sacedón fue consagrado en México el 18 de abril de 1779 y en noviembre del mismo año de paso para su sede, llegó al Saltillo desde aquí, el 12 del mismo mes, dio poder al cura del Valle del Pilón, hoy Montemorelos, Francisco Javier Barbosa para que tomara posesión del obispado en su nombre, lo que sucedió el 22 de noviembre de 1779, después de presentar al Lic. Matías López Prieto, cura vicario y juez eclesiástico de la parroquia de Linares, las bulas y letras apostólicas del papa y las reales cédulas de Carlos III. Este acontecimiento fue acompañado de grandes y suntuosas fiestas que esperaban ser coronadas con la llegada del obispo, cosa que no sucedió, pues aunque Sacedón salió de Saltillo a fines de 1779 con ánimo de llegar a Linares, para establecer allí su sede episcopal, al pasar por Monterrey enfermó y murió en dicha ciudad el 27 de diciembre del mismo año.
Pero a los otros prelados tampoco les fue dado establecer de hecho su sede en la ciudad de Linares. Solo Rafael José Verger, segundo obispo de esta diócesis, habiendo llegado a Monterrey el 20 de diciembre de 1783, a mediados del mes de enero de 1784 salió para Linares en donde estuvo poco tiempo, porque, no habiéndole gustado esta ciudad para residir en ella, se volvió a Monterrey el mes de marzo año, en donde a poco tiempo compró una casa para su habitación.
La sede del obispado desencadenó una serie de disputas y envidias que iniciaron el mismo año de 1779 cuando Teodoro la Croix solicitó el cambio para Valle de Santa Rosa, actual municipio de Múzquiz, o si no en el Saltillo, ambos de Coahuila. En 1799 Ambrosio de Llanos y Valdés, tercer obispo de Linares, pidió el cambio de sede a Monterrey aunque cambió después de opinión a causa de serios disgustos que tuvo con el entonces gobernador Simón de Herrera y Leyva.
Mediante la bula Illud in primis del papa León XIII publicada el 23 de junio de 1891 elevó al grado de sede arzobispal y metropolitana a Linares, «con todos y cada uno de los derechos, jurisdicciones, honores, gracias, favores, indultos, prerrogativas, preeminencias y demás de que, por derecho común, gozan actualmente las otras Iglesias Metropolitanas del pais» situación que es corroborada por la primera carta pastoral de Jacinto López y Romo, décimo obispo y primer arzobispo de la nueva arquidiócesis de Linares. Este mismo obispo pidió a la Santa Sede el cambio de la arquidiócesis de Linares a Monterrey, la cual concedió al referido prelado la facultad de que «dejando el título de Linares, tome para su arquidiócesis el título de Monterrey, siempre que de parte del pueblo de Linares no haya de temerse ningún disturbio o tumulto» por decreto consistorial de fecha 9 de junio de 1922. Para auscultar el sentir de la grey linarense en este particular, mandó el arzobispo con fecha 15 de julio de 1922 que el mencionado decreto fuera leído al pueblo de esa ciudad, inter missarum solemnia y que una copia del mismo fuera fijada en la puerta del templo parroquial por espacio de ocho días, pasados los cuales el párroco debería informar al obispo si no hubo oposiciones violentas en el pueblo para, en vista de ello, ordenar su ejecución.
La inconformidad de los habitantes de la parroquia fue unánime y franca, y manifestó en los diversos escritos que el párroco y todos los sectores sociales elevaron al ordinario de la diócesis y a la Santa Sede, por medio de Filippi, delegado apostólico en México. En la Ciudad de México se formó una nutrida y selecta comisión de linarenses residentes allá, encabezada por Julián Ruiz y Emilia Segovia de Ruiz, la que por encargo y con la representación de la parroquia de Linares, acudió a visitar a Filippi para exponerle verbal y por escrito, las mismas peticiones.
El delegado apostólico Filippi nunca hizo llegar estas informaciones al papa en Roma por lo que Linares fue despojado de su arzobispado. El doctor y maestro José Herrera y Piña, después de enterarse del informe que acerca del asunto le envió el cura Pedro M. del Campo, a un lado de la Basílica de Guadalupe, con fecha 12 de agosto de 1922, expidió un decreto que decía: «Ordenamos que en lo de adelante al hacer mención de nuestra Arquidiócesis ya no se la designe con el título de Arzobispado de Linares, sino únicamente con el de Arzobispado de Monterrey».
El papa Juan XXIII el 30 de abril de 1962, por la bula Proficientibus cotidie restituyó a Linares como sede episcopal, bajo el nombre de diócesis Linarina, toda vez que el antiguo nombre, diócesis Linarense fue suprimido en 1922 y luego reasignado a la diócesis chilena del mismo nombre en 1925.
Los obispos de la nueva diócesis de Linares han sido: Anselo Zarza y Bernal, Antonio Sahagún López, Rafael Gallardo y García, de la Orden de San Agustín, y Ramón Calderón Batres.
El 19 de noviembre de 2014 se hizo público en la Ciudad del Vaticano, en L´Osservatore Romano, periódico oficial de la Santa Sede, que el papa Francisco, tras aceptar la renuncia de Ramón Calderón Batres, nombró como nuevo obispo de Linares al sacerdote Hilario González García, presbítero de la arquidiócesis vecina de Monterrey, quien se desempeñaba como rector del Seminario de Monterrey.

## Estadísticas
De acuerdo al Anuario Pontificio 2022 la diócesis tenía a fines de 2021 un total de 248 480 fieles bautizados.
| Año                                                                             | Población            | Población | Población      | Sacerdotes | Sacerdotes    | Sacerdotes    | Bautizados por sacerdote | Diáconos permanentes | Religiosos | Religiosos | Parroquias |
| Año                                                                             | Bautizados católicos | Total     | % de católicos | Total      | Clero secular | Clero regular | Bautizados por sacerdote | Diáconos permanentes | Varones    | Mujeres    | Parroquias |
| ------------------------------------------------------------------------------- | -------------------- | --------- | -------------- | ---------- | ------------- | ------------- | ------------------------ | -------------------- | ---------- | ---------- | ---------- |
| 1965                                                                            | 223 100              | 230 000   | 97.0           | 17         | 17            |               | 13 123                   |                      |            | 51         | 10         |
| 1968                                                                            | 228 100              | 240 000   | 95.0           | 20         | 20            |               | 11 405                   |                      |            | 52         | 11         |
| 1976                                                                            | 280 000              | 305 000   | 91.8           | 28         | 28            |               | 10 000                   |                      |            | 59         | 13         |
| 1980                                                                            | 287 000              | 314 000   | 91.4           | 26         | 26            |               | 11 038                   |                      |            | 74         | 13         |
| 1990                                                                            | 390 000              | 420 000   | 92.9           | 33         | 33            |               | 11 818                   |                      |            | 51         | 14         |
| 1999                                                                            | 202 210              | 238 406   | 84.8           | 37         | 35            | 2             | 5465                     |                      | 2          | 45         | 21         |
| 2000                                                                            | 202 210              | 238 210   | 84.9           | 41         | 39            | 2             | 4931                     |                      | 2          | 59         | 21         |
| 2001                                                                            | 202 210              | 238 210   | 84.9           | 35         | 33            | 2             | 5777                     |                      | 2          | 55         | 21         |
| 2002                                                                            | 222 431              | 262 031   | 84.9           | 36         | 34            | 2             | 6178                     |                      | 2          | 55         | 21         |
| 2003                                                                            | 244 674              | 288 234   | 84.9           | 39         | 37            | 2             | 6273                     |                      | 4          | 55         | 21         |
| 2004                                                                            | 269 141              | 317 057   | 84.9           | 38         | 36            | 2             | 7082                     |                      | 4          | 58         | 21         |
| 2013                                                                            | 360 000              | 407 000   | 88.5           | 42         | 39            | 3             | 8571                     |                      | 3          | 55         | 22         |
| 2016                                                                            | 216 000              | 292 000   | 74.0           | 43         | 43            |               | 5023                     |                      |            | 39         | 24         |
| 2019                                                                            | 226 675              | 292 246   | 77.6           | 43         | 43            |               | 5271                     |                      |            | 34         | 24         |
| 2021                                                                            | 248 480              | 303 024   | 82.0           | 42         | 42            |               | 5916                     |                      |            | 36         | 24         |
| Fuente: Catholic-Hierarchy, que a su vez toma los datos del Anuario Pontificio. |                      |           |                |            |               |               |                          |                      |            |            |            |

## Episcopologio
- Anselmo Zarza Bernal † (24 de mayo de 1962-13 de enero de 1966 nombrado obispo de León)
- Antonio Sahagún López † (18 de julio de 1966-31 de octubre de 1973 nombrado obispo auxiliar de Guadalajara[nota 2])
- Rafael Gallardo García, O.S.A. † (11 de julio de 1974-21 de mayo de 1987 nombrado obispo de Tampico)
- Ramón Calderón Batres (12 de febrero de 1988-19 de noviembre de 2014 retirado)
- Hilario González García (19 de noviembre de 2014-21 de noviembre de 2020 nombrado obispo de Saltillo)
- César Alfonso Ortega Díaz, desde el 27 de noviembre de 2021